# Großer Preis von Belgien 2022
Der Große Preis von Belgien 2022 (offiziell Formula 1 Rolex Belgian Grand Prix 2022) fand am 28. August auf dem Circuit de Spa-Francorchamps in Spa statt und war das 14. Rennen der Formel-1-Weltmeisterschaft 2022.

## Bericht

### Hintergründe
Nach dem Großen Preis von Ungarn führte Max Verstappen in der Fahrerwertung mit 80 Punkten vor Charles Leclerc und mit 85 Punkten vor Sergio Pérez. In der Konstrukteurswertung führte Red Bull mit 97 Punkten vor Ferrari und mit 127 Punkten vor Mercedes.
Pierre Gasly bestritt seinen 100. Grand Prix.
Mit Lewis Hamilton (viermal), Sebastian Vettel (dreimal), Daniel Ricciardo, Leclerc und Verstappen (jeweils einmal) traten fünf ehemalige Sieger zu diesem Grand Prix an.
Als Rennkommissare für dieses Rennwochenende fungierten Tim Mayer (USA), Matteo Perini (ITA), Enrique Bernoldi (BRA) und Yves Bacquelaine (BEL).

### Training
Carlos Sainz jr. fuhr im ersten freien Training mit 1:46,538 Minuten die Bestzeit vor Leclerc und Verstappen. Liam Lawson hatte im Rahmen des Young Driver Tests seinen ersten Formel-1-Einsatz und ersetzte dabei Gasly.
Im zweiten freien Training war Verstappen mit 1:45,507 Minuten Schnellster vor Leclerc und Norris.
Pérez fuhr im dritten freien Training Bestzeit mit einer 1:45,047 Minuten vor Verstappen und Sainz jr.

### Qualifying
Das Qualifying bestand aus drei Teilen mit einer Nettolaufzeit von 45 Minuten. Im ersten Qualifying-Segment (Q1) hatten die Fahrer 18 Minuten Zeit, um sich für das Rennen zu qualifizieren. Alle Fahrer, die im ersten Abschnitt eine Zeit erzielten, die maximal 107 Prozent der schnellsten Rundenzeit betrug, qualifizierten sich für den Grand Prix. Die besten 15 Fahrer erreichten den nächsten Teil. Verstappen war Schnellster. Valtteri Bottas, Yuki Tsunoda, Kevin Magnussen, Nicholas Latifi und Vettel schieden aus.
Der zweite Abschnitt (Q2) dauerte 15 Minuten. Die schnellsten zehn Piloten qualifizierten sich für den dritten Teil des Qualifyings. Leclerc war Schnellster. Mick Schumacher, Lance Stroll, Zhou Guanyu, Gasly und Ricciardo schieden aus.
Der letzte Abschnitt (Q3) ging über eine Zeit von zwölf Minuten, in denen die ersten zehn Startpositionen vergeben wurden. Verstappen fuhr mit einer Rundenzeit von 1:43,665 Minuten die Bestzeit vor Sainz jr. und Pérez.
Die finale Startaufstellung war aufgrund einer Vielzahl von Strafen aber noch nicht vergeben. Insgesamt 8 Fahrer erhielten Strafen, die meisten davon für den Startplatz am Ende des Feldes. Bottas erhielt die wenigsten Strafplätze und startete damit von Platz 13. Dahinter folgten dann Verstappen, Leclerc, Esteban Ocon, Lando Norris, Zhou und Schumacher. Die Teile am AlphaTauri von Tsunoda wurden nach dem Qualifying gewechselt und stellten einen Bruch der Parc-fermé-Regel dar, sodass Tsunoda aus der Boxengasse starten musste. Die neuen Top 3 in der Startaufstellung waren nun Sainz jr., Pérez und Fernando Alonso.

### Rennen
Sainz jr. konnte am Start seine Führung verteidigen, während Pérez drei Positionen verlor. Zwischen Hamilton und Alonso kam es zu einer Kollision. Als Folge davon schied Hamilton am Ende der ersten Runde aus, es kam zu einer Safety-Car-Phase, um das Fahrzeug von der Strecke zu schaffen. Hamilton selbst erschien erst im Medical Center, nachdem ihm eine Strafe angedroht worden war. Auch weiter hinten kam es zu einem Unfall. Latifi landete im Kies, konnte sein Auto nicht mehr kontrollieren und kollidierte mit Bottas, welcher ausschied.
Verstappen gelang es, innerhalb der ersten Runde sechs Plätze gutzumachen, wodurch er zu diesem Zeitpunkt auf Platz acht lag. Nach dem Restart des Rennens konnte er in der fünften Runde Alexander Albon und Ricciardo überholen, in Runde sechs Vettel. In Runde sieben überholte er Alonso, war nun Vierter mit einem Rückstand von 5,5 Sekunden auf den führenden Sainz jr. Leclerc hatte bereits in der Safety-Car-Phase Reifen gewechselt. In der achten Runde ging Verstappen an George Russell vorbei, der Rückstand auf Sainz jr. betrug nun nur noch 4,2 Sekunden und schrumpfte in der Folge weiter bis auf 2,3 Sekunden.
Am Ende der elften Runde kam Sainz jr. zu einem Reifenwechsel von Soft auf Medium, landete danach aber inmitten einer Gruppe langsamerer Autos. In Runde zwölf überholte Verstappen Pérez und ging damit erstmals im Rennen in Führung.
Nachdem Verstappen in Runde 15 zum Reifenwechsel (Soft auf Medium) gekommen war, verlor er die Führung wieder an Sainz jr. Sein Rückstand betrug 5,0 Sekunden, bei 1,4 Sekunden Vorsprung auf Pérez. Innerhalb einer Runde konnte Verstappen den Rückstand dank frischerer Reifen wieder bis auf 1,9 Sekunden verkürzen und ging in Runde 18 erneut in Führung.
Acht Runden später kamen beide Ferrari-Fahrer zum Reifenwechsel an die Box. Sainz jr. wechselte von Medium auf Hard, Leclerc von Medium auf Medium. Verstappens Vorsprung auf die beiden Ferrari vergrößerte sich dadurch auf 34,6 Sekunden (Sainz jr.) bzw. 54,4 Sekunden (Leclerc). Pérez absolvierte seinen zweiten Stopp in Runde 28, Verstappen in Runde 31, kam danach mit 7,9 Sekunden Vorsprung vor seinem Teamkollegen wieder auf die Strecke. Beide fuhren einem ungefährdeten Doppelsieg entgegen.
Zwei Runden vor Rennende wurde Leclerc von Ferrari zu einem dritten Boxenstopp hereingeholt. Er bekam Softreifen aufgezogen. Man hoffte auf den Bonuspunkt für die schnellste Rennrunde. Er fiel hinter Alonso zurück, konnte diesen aber nochmal überholen. Allerdings bekam Leclerc eine Fünf-Sekunden-Zeitstrafe – er hatte in der Boxengasse das Geschwindigkeitslimit überschritten. Dadurch wurde er auf Platz sechs zurückgeworfen.
Es gewann Verstappen in einer Zeit von 1:25:52,894 Stunden, vor Pérez und Sainz jr. Auf den weiteren Punkteplätzen landeten Russell, Alonso, Leclerc, Ocon, Vettel, Gasly und Albon. Der Punkt für die schnellste Runde ging ebenfalls an Verstappen (1:49,354 Minuten, Runde 32).

## Meldeliste
| Team                                  | Nr. | Fahrer           | Chassis                           | Motor                             | Reifen |
| ------------------------------------- | --- | ---------------- | --------------------------------- | --------------------------------- | ------ |
| Oracle Red Bull Racing                | 01  | Max Verstappen   | Red Bull Racing RB18              | Red Bull RBPTH001                 | P      |
| Oracle Red Bull Racing                | 11  | Sergio Pérez     | Red Bull Racing RB18              | Red Bull RBPTH001                 | P      |
| Mercedes-AMG Petronas F1 Team         | 63  | George Russell   | Mercedes-AMG F1 W13 E Performance | Mercedes-AMG F1 M13 E Performance | P      |
| Mercedes-AMG Petronas F1 Team         | 44  | Lewis Hamilton   | Mercedes-AMG F1 W13 E Performance | Mercedes-AMG F1 M13 E Performance | P      |
| Scuderia Ferrari                      | 16  | Charles Leclerc  | Ferrari F1-75                     | Ferrari 066/7                     | P      |
| Scuderia Ferrari                      | 55  | Carlos Sainz jr. | Ferrari F1-75                     | Ferrari 066/7                     | P      |
| McLaren F1 Team                       | 03  | Daniel Ricciardo | McLaren MCL36                     | Mercedes-AMG F1 M13 E Performance | P      |
| McLaren F1 Team                       | 04  | Lando Norris     | McLaren MCL36                     | Mercedes-AMG F1 M13 E Performance | P      |
| BWT Alpine F1 Team                    | 14  | Fernando Alonso  | Alpine A522                       | Renault E-Tech RE22               | P      |
| BWT Alpine F1 Team                    | 31  | Esteban Ocon     | Alpine A522                       | Renault E-Tech RE22               | P      |
| Scuderia AlphaTauri                   | 10  | Pierre Gasly     | AlphaTauri AT03                   | Red Bull RBPTH001                 | P      |
| Scuderia AlphaTauri                   | 40  | Liam Lawson      | AlphaTauri AT03                   | Red Bull RBPTH001                 | P      |
| Scuderia AlphaTauri                   | 22  | Yuki Tsunoda     | AlphaTauri AT03                   | Red Bull RBPTH001                 | P      |
| Aston Martin Aramco Cognizant F1 Team | 18  | Lance Stroll     | Aston Martin AMR22                | Mercedes-AMG F1 M13 E Performance | P      |
| Aston Martin Aramco Cognizant F1 Team | 05  | Sebastian Vettel | Aston Martin AMR22                | Mercedes-AMG F1 M13 E Performance | P      |
| Williams Racing                       | 23  | Alexander Albon  | Williams FW44                     | Mercedes-AMG F1 M13 E Performance | P      |
| Williams Racing                       | 06  | Nicholas Latifi  | Williams FW44                     | Mercedes-AMG F1 M13 E Performance | P      |
| Alfa Romeo F1 Team ORLEN              | 77  | Valtteri Bottas  | Alfa Romeo C42                    | Ferrari 066/7                     | P      |
| Alfa Romeo F1 Team ORLEN              | 24  | Zhou Guanyu      | Alfa Romeo C42                    | Ferrari 066/7                     | P      |
| Haas F1 Team                          | 20  | Kevin Magnussen  | Haas VF-22                        | Ferrari 066/7                     | P      |
| Haas F1 Team                          | 47  | Mick Schumacher  | Haas VF-22                        | Ferrari 066/7                     | P      |

Anmerkungen
1. 1 2  Der AlphaTauri mit der Startnummer 40 wurde im ersten freien Training für Lawson eingesetzt. Gasly übernahm das Fahrzeug anschließend für das restliche Rennwochenende mit seiner Startnummer 10.

## Klassifikationen

### Qualifying
| Pos. | Fahrer            | Konstrukteur                 | Q1       | Q2       | Q3       | Start |
| ---- | ----------------- | ---------------------------- | -------- | -------- | -------- | ----- |
| 01   | Max Verstappen    | Red Bull Racing-RBPT         | 1:44,581 | 1:44,723 | 1:43,665 | 14    |
| 02   | Carlos Sainz, jr. | Ferrari                      | 1:45,050 | 1:45,418 | 1:44,297 | 01    |
| 03   | Sergio Pérez      | Red Bull Racing-RBPT         | 1:45,377 | 1:44,794 | 1:44,462 | 02    |
| 04   | Charles Leclerc   | Ferrari                      | 1:45,572 | 1:44,551 | 1:44,553 | 15    |
| 05   | Esteban Ocon      | Alpine-Renault               | 1:46,039 | 1:45,475 | 1:45,180 | 16    |
| 06   | Fernando Alonso   | Alpine-Renault               | 1:46,075 | 1:45,552 | 1:45,368 | 03    |
| 07   | Lewis Hamilton    | Mercedes                     | 1:45,736 | 1:45,420 | 1:45,503 | 04    |
| 08   | George Russell    | Mercedes                     | 1:45,650 | 1:45,461 | 1:45,776 | 05    |
| 09   | Alexander Albon   | Williams-Mercedes            | 1:45,672 | 1:45,675 | 1:45,837 | 06    |
| 10   | Lando Norris      | McLaren-Mercedes             | 1:45,745 | 1:45,603 | 1:45,178 | 17    |
| 11   | Daniel Ricciardo  | McLaren-Mercedes             | 1:46,212 | 1:45,767 | –        | 07    |
| 12   | Pierre Gasly      | AlphaTauri-RBPT              | 1:46,183 | 1:45,827 | –        | 08    |
| 13   | Zhou Guanyu       | Alfa Romeo-Ferrari           | 1:46,178 | 1:46,085 | –        | 18    |
| 14   | Lance Stroll      | Aston Martin Aramco-Mercedes | 1:46,256 | 1:46,611 | –        | 09    |
| 15   | Mick Schumacher   | Haas-Ferrari                 | 1:46,342 | 1:47,718 | –        | 19    |
| 16   | Sebastian Vettel  | Aston Martin Aramco-Mercedes | 1:46,344 | –        | –        | 10    |
| 17   | Nicholas Latifi   | Williams-Mercedes            | 1:46,401 | –        | –        | 11    |
| 18   | Kevin Magnussen   | Haas-Ferrari                 | 1:46,557 | –        | –        | 12    |
| 19   | Yuki Tsunoda      | AlphaTauri-RBPT              | 1:46,692 | –        | –        | 20    |
| 20   | Valtteri Bottas   | Alfa Romeo-Ferrari           | 1:47,866 | –        | –        | 13    |

Anmerkungen
1. ↑  Verstappen wurde aufgrund eines Motorenwechsels um zehn Startplätze nach hinten versetzt.
2. ↑  Leclerc wurde aufgrund eines Getriebe- und Motorenwechsels um zehn Startplätze nach hinten versetzt.
3. ↑  Ocon wurde aufgrund eines Getriebe- und Motorenwechsels um zehn Startplätze nach hinten versetzt.
4. ↑  Norris wurde aufgrund eines Motorenwechsels um zehn Startplätze nach hinten versetzt.
5. ↑  Zhou wurde aufgrund eines Getriebe- und Motorenwechsels um zehn Startplätze nach hinten versetzt.
6. ↑  Schumacher wurde aufgrund eines Getriebe- und Motorenwechsels um zehn Startplätze nach hinten versetzt.
7. ↑  Tsunoda wurde aufgrund eines Motorenwechsels um zehn Startplätze nach hinten versetzt.
8. ↑  Bottas wurde aufgrund eines Getriebe- und Motorenwechsels um zehn Startplätze nach hinten versetzt.

### Rennen
| Pos. | Fahrer            | Konstrukteur                 | Runden | Stopps | Zeit        | Start | Schnellste Runde |
| ---- | ----------------- | ---------------------------- | ------ | ------ | ----------- | ----- | ---------------- |
| 01   | Max Verstappen    | Red Bull Racing-RBPT         | 44     | 2      | 1:25:52,894 | 14    | 1:49,354 (32.)   |
| 02   | Sergio Pérez      | Red Bull Racing-RBPT         | 44     | 2      | + 17,841    | 02    | 1:50,764 (29.)   |
| 03   | Carlos Sainz, jr. | Ferrari                      | 44     | 2      | + 26,886    | 01    | 1:51,977 (32.)   |
| 04   | George Russell    | Mercedes                     | 44     | 2      | + 29,140    | 05    | 1:50,793 (31.)   |
| 05   | Fernando Alonso   | Alpine-Renault               | 44     | 2      | + 1:13,256  | 03    | 1:52,868 (35.)   |
| 06   | Charles Leclerc   | Ferrari                      | 44     | 3      | + 1:14,936  | 15    | 1:49,984 (44.)   |
| 07   | Esteban Ocon      | Alpine-Renault               | 44     | 2      | + 1:15,640  | 16    | 1:51,717 (36.)   |
| 08   | Sebastian Vettel  | Aston Martin Aramco-Mercedes | 44     | 2      | + 1:18,107  | 10    | 1:52,515 (40.)   |
| 09   | Pierre Gasly      | AlphaTauri-RBPT              | 44     | 2      | + 1:32,181  | Box   | 1:53,002 (24.)   |
| 10   | Alexander Albon   | Williams-Mercedes            | 44     | 2      | + 1:41,900  | 06    | 1:53,055 (28.)   |
| 11   | Lance Stroll      | Aston Martin Aramco-Mercedes | 44     | 2      | + 1:43,078  | 09    | 1:52,880 (29.)   |
| 12   | Lando Norris      | McLaren-Mercedes             | 44     | 2      | + 1:44,739  | 17    | 1:51,678 (31.)   |
| 13   | Yuki Tsunoda      | AlphaTauri-RBPT              | 44     | 2      | + 1:45,217  | Box   | 1:52,436 (32.)   |
| 14   | Zhou Guanyu       | Alfa Romeo-Ferrari           | 44     | 2      | + 1:46,252  | 18    | 1:52,317 (30.)   |
| 15   | Daniel Ricciardo  | McLaren-Mercedes             | 44     | 2      | + 1:47,163  | 07    | 1:53,080 (34.)   |
| 16   | Kevin Magnussen   | Haas-Ferrari                 | 43     | 2      | + 1 Runde   | 12    | 1:53,332 (29.)   |
| 17   | Mick Schumacher   | Haas-Ferrari                 | 43     | 2      | + 1 Runde   | 19    | 1:52,646 (35.)   |
| 18   | Nicholas Latifi   | Williams-Mercedes            | 43     | 3      | + 1 Runde   | 11    | 1:52,256 (38.)   |
| –    | Valtteri Bottas   | Alfa Romeo-Ferrari           | 1      | 0      | DNF         | 13    | –                |
| –    | Lewis Hamilton    | Mercedes                     | 0      | 0      | DNF         | 04    | –                |

Anmerkungen
1. ↑  Leclerc erhielt nachträglich eine Strafe von fünf Sekunden für eine Überschreitung des Tempolimits in der Boxengasse bei seinem letzten Stopp.
2. ↑  Gasly musste aus der Boxengasse starten, da in der Startaufstellung ein Defekt an seinem Wagen festgestellt wurde und er dadurch die Einführungsrunde nicht fahren konnte.
3. ↑  Tsunoda musste aus der Boxengasse starten, da an seinem Wagen die vierte Power Unit eingebaut wurde, als er unter Parc-fermé-Bedingungen stand.

## WM-Stände nach dem Rennen
Die ersten zehn des Rennens bekamen 25, 18, 15, 12, 10, 8, 6, 4, 2 bzw. 1 Punkt(e). Zusätzlich gab es einen Punkt für die schnellste Rennrunde, da der Fahrer unter den ersten Zehn landete.

### Fahrerwertung
| Pos. | Fahrer           | Konstrukteur         | Punkte |
| ---- | ---------------- | -------------------- | ------ |
| 01   | Max Verstappen   | Red Bull Racing-RBPT | 284    |
| 02   | Sergio Pérez     | Red Bull Racing-RBPT | 191    |
| 03   | Charles Leclerc  | Ferrari              | 186    |
| 04   | Carlos Sainz jr. | Ferrari              | 171    |
| 05   | George Russell   | Mercedes             | 170    |
| 06   | Lewis Hamilton   | Mercedes             | 146    |
| 07   | Lando Norris     | McLaren-Mercedes     | 76     |
| 08   | Esteban Ocon     | Alpine-Renault       | 64     |
| 09   | Fernando Alonso  | Alpine-Renault       | 51     |
| 10   | Valtteri Bottas  | Alfa Romeo-Ferrari   | 46     |
| 11   | Kevin Magnussen  | Haas-Ferrari         | 22     |

| Pos. | Fahrer           | Konstrukteur                 | Punkte |
| ---- | ---------------- | ---------------------------- | ------ |
| 12   | Sebastian Vettel | Aston Martin Aramco-Mercedes | 20     |
| 13   | Daniel Ricciardo | McLaren-Mercedes             | 19     |
| 14   | Pierre Gasly     | AlphaTauri-RBPT              | 18     |
| 15   | Mick Schumacher  | Haas-Ferrari                 | 12     |
| 16   | Yuki Tsunoda     | AlphaTauri-RBPT              | 11     |
| 17   | Zhou Guanyu      | Alfa Romeo-Ferrari           | 5      |
| 18   | Lance Stroll     | Aston Martin Aramco-Mercedes | 4      |
| 19   | Alexander Albon  | Williams-Mercedes            | 4      |
| 20   | Nicholas Latifi  | Williams-Mercedes            | 0      |
| 21   | Nico Hülkenberg  | Aston Martin Aramco-Mercedes | 0      |

### Konstrukteurswertung
| Pos. | Konstrukteur         | Punkte |
| ---- | -------------------- | ------ |
| 01   | Red Bull Racing-RBPT | 475    |
| 02   | Ferrari              | 357    |
| 03   | Mercedes             | 316    |
| 04   | Alpine-Renault       | 115    |
| 05   | McLaren-Mercedes     | 95     |

| Pos. | Konstrukteur                 | Punkte |
| ---- | ---------------------------- | ------ |
| 06   | Alfa Romeo-Ferrari           | 51     |
| 07   | Haas-Ferrari                 | 34     |
| 08   | AlphaTauri-RBPT              | 29     |
| 09   | Aston Martin Aramco-Mercedes | 24     |
| 10   | Williams-Mercedes            | 4      |